# Wilhelm von Ketteler
Barone Wilhelm-Emanuel Wilderich Maria Hubertus Vitus Aloysus von Ketteler (Schloss Eringerfeld, 15 giugno 1906 – Vienna, marzo 1938) è stato un diplomatico tedesco del XX secolo.
Apparteneva ad un'antica famiglia della nobiltà tedesca della Vestfalia, imparentata però con i Kletter, che erano stati per lungo tempo duchi di Curlandia e Semigallia; imparentato con Wilhelm era il vescovo e teologo Wilhelm Emmanuel von Ketteler e suo zio era il diplomatico Klemens von Ketteler.
Wilhelm era cugino di secondo grado del vescovo Clemens August von Galen e del barone Philip von Boeselager, e crebbe con questi suoi cugini (dei quali von Galen era abbastanza più anziano) in un clima culturalmente molto sviluppato e aperto alle idee liberali. 
Ketteler studiò diritto internazionale all'Università di Monaco di Baviera, laureandosi, e dopo aver esercitato per qualche tempo la professione di avvocato e poi di giudice, si mise in politica, fondando appunto un circolo di giovani intellettuali di aspirazioni monarchiche e conservatrici nell'insieme, e dopo essere stato candidato per il Zentrum alle elezioni al Reichstag ed essere eletto, divenne amico del cancelliere Franz von Papen e poco dopo suo segretario del partito e compagno di un gruppo di politici e intellettuali di centro e monarchici, tra i quali Herbert von Bose, Edgar Jung, Walter Hummelsheim, Fritz-Gunther von Tschirschky e Hans von Kageneck. Von Ketteler, con questi suoi compagni si trovò a sostenere i conservatori e si mise in contatto con i generali Schleischer e von Bredow, che cercavano di finanziare il ritorno della monarchia, ma a causa dell'influsso del Partito Conservatore diretto dal poi membro della resistenza Elard von Oldenburg-Januschau, si convinse che per restaurare la monarchia in Germania occorreva appoggiare Hindenburg e poi persino Hitler.
Nominato addetto a Vienna, non subì le conseguenze della notte dei lunghi coltelli, che invece travolse von Bose e Jung e costrinse all'esilio von Tschirschky, ma si dimostrò particolarmente freddo nei confronti dei nazisti e ostacolò più volte le operazioni della Gestapo e delle SS in Austria e venne riconosciuto addirittura complice di un mancato attentato ad Hitler a Vienna. Arrestato per volere di Kaltenbrunner soprattutto per aver divulgato la perdita di 20.000 Reichsmarck da parte della Reichsbank, passò alcuni mesi in carcere, per poi essere liberato e costretto agli arresti domiciliari; nel marzo 1938, fu prelevato da alcuni agenti della Gestapo e portato nel bosco di Vienna, dove venne assassinato simulando un incidente; venne inumato con tutti gli onori nell'Invaliden Friedhorf di Berlino, e solo nel 1945 un membro della cospirazione del 20 luglio ai danni di Hitler, von Schlabrendorff, raccolse le prove per dimostrare l'omicidio di von Ketteler.

## Ascendenza
|                                       |                                 |                                          | Genitori                                         |  |  | Nonni |  |  | Bisnonni                       |  |  | Trisnonni                        |  |
|                                       |                                 |                                          |                                                  |  |  |       |  |  | Childerico, barone di Ketteler |  |  | Massimiliano, barone di Ketteler |  |
|                                       |                                 |                                          |                                                  |  |  |       |  |  | Childerico, barone di Ketteler |  |  | Massimiliano, barone di Ketteler |  |
|                                       |                                 | Clementina di Wenge                      |                                                  |  |  |       |  |  | Childerico, barone di Ketteler |  |  |                                  |  |
| Federico Clemente, barone di Ketteler |                                 |                                          |                                                  |  |  |       |  |  | Childerico, barone di Ketteler |  |  |                                  |  |
|                                       |                                 | Paulina di Stolberg-Stolberg             | Federico Leopoldo, conte di Stolberg-Stolberg    |  |  |       |  |  |                                |  |  |                                  |  |
|                                       |                                 | Paulina di Stolberg-Stolberg             | Federico Leopoldo, conte di Stolberg-Stolberg    |  |  |       |  |  |                                |  |  |                                  |  |
|                                       |                                 | Paulina di Stolberg-Stolberg             | Sofia di Redern                                  |  |  |       |  |  |                                |  |  |                                  |  |
| Clemente, barone di Ketteler          |                                 | Paulina di Stolberg-Stolberg             |                                                  |  |  |       |  |  |                                |  |  |                                  |  |
|                                       |                                 | Guglielmo di Decken                      | …                                                |  |  |       |  |  |                                |  |  |                                  |  |
|                                       |                                 | Guglielmo di Decken                      | …                                                |  |  |       |  |  |                                |  |  |                                  |  |
|                                       |                                 | Guglielmo di Decken                      | …                                                |  |  |       |  |  |                                |  |  |                                  |  |
| Maria Cunegonda di Decken             |                                 | Guglielmo di Decken                      |                                                  |  |  |       |  |  |                                |  |  |                                  |  |
|                                       |                                 | Augusta di Asbeck                        | …                                                |  |  |       |  |  |                                |  |  |                                  |  |
|                                       |                                 | Augusta di Asbeck                        | …                                                |  |  |       |  |  |                                |  |  |                                  |  |
|                                       |                                 | Augusta di Asbeck                        | …                                                |  |  |       |  |  |                                |  |  |                                  |  |
| Guglielmo, barone di Ketteler         |                                 | Augusta di Asbeck                        |                                                  |  |  |       |  |  |                                |  |  |                                  |  |
|                                       | Federico, barone di Fürstenberg | Federico Leopoldo, barone di Fürstenberg |                                                  |  |  |       |  |  |                                |  |  |                                  |  |
|                                       | Federico, barone di Fürstenberg | Federico Leopoldo, barone di Fürstenberg |                                                  |  |  |       |  |  |                                |  |  |                                  |  |
|                                       | Federico, barone di Fürstenberg | Ferdinandina di Weichs-Wenne             |                                                  |  |  |       |  |  |                                |  |  |                                  |  |
| Leopoldo, barone di Fürstenberg       | Federico, barone di Fürstenberg |                                          |                                                  |  |  |       |  |  |                                |  |  |                                  |  |
|                                       |                                 | Sofia di Hoensbroech                     | Clemente, marchese di Hoensbroech                |  |  |       |  |  |                                |  |  |                                  |  |
|                                       |                                 | Sofia di Hoensbroech                     | Clemente, marchese di Hoensbroech                |  |  |       |  |  |                                |  |  |                                  |  |
|                                       |                                 | Sofia di Hoensbroech                     | Alessandrina di Loë                              |  |  |       |  |  |                                |  |  |                                  |  |
| Elisabetta di Fürstenberg             |                                 | Sofia di Hoensbroech                     |                                                  |  |  |       |  |  |                                |  |  |                                  |  |
|                                       |                                 | Massimiliano, barone di Loë              | Edmondo, barone di Loë                           |  |  |       |  |  |                                |  |  |                                  |  |
|                                       |                                 | Massimiliano, barone di Loë              | Edmondo, barone di Loë                           |  |  |       |  |  |                                |  |  |                                  |  |
|                                       |                                 | Massimiliano, barone di Loë              | Maria Alessandrina di Merveldt                   |  |  |       |  |  |                                |  |  |                                  |  |
| Uberta Maria di Loë                   |                                 | Massimiliano, barone di Loë              |                                                  |  |  |       |  |  |                                |  |  |                                  |  |
|                                       |                                 | Maria di Schönborn-Wiesentheid           | Francesco Erwein, conte di Schönborn-Wiesentheid |  |  |       |  |  |                                |  |  |                                  |  |
|                                       |                                 | Maria di Schönborn-Wiesentheid           | Francesco Erwein, conte di Schönborn-Wiesentheid |  |  |       |  |  |                                |  |  |                                  |  |
|                                       |                                 | Maria di Schönborn-Wiesentheid           | Ferdinandina di Westphalen                       |  |  |       |  |  |                                |  |  |                                  |  |
|                                       |                                 | Maria di Schönborn-Wiesentheid           |                                                  |  |  |       |  |  |                                |  |  |                                  |  |